# Les Éditions de l'Écrou
Les Éditions de l'Écrou est une maison d'édition québécoise agréée exclusivement axée sur la publication d'ouvrages de poésie, fondée par Carl Bessette et Jean-Sébastien Larouche en août 2009.
L'Écrou se veut une maison d'édition et d’impulsion de paroles poétiques fulgurantes. Leurs livres sont diffusés par Diffusion Dimedia. La maison d'édition participe à Expozine Montréal, aux Salons du livre de Montréal, de l'Outaouais et de Québec, au Marché de la poésie de Paris, au Marché de la poésie de Montréal, et organise fréquemment des soirées de lectures poétiques, dont la soirée Levée d'Écrou, organisée chaque année dans le cadre du Festival international de la littérature qui a lieu à Montréal à l'automne,. Afin de promouvoir la sortie de leurs livres, les Éditions de l'Écrou créent des courtes capsules vidéos et ont largement popularisé la pratique au tournant des années 2010. La maison est membre de l'Association nationale des éditeurs de livres (ANEL).

## Poètes
Les Éditions de l'Écrou ont publié 42 livres :
- Anick Arsenault
  - Habitantes (2021)
- Daphné B. 
  - Bluetiful (2015)
- Carl Bessette
  - Comme faux (2012)
- Marjolaine Beauchamp
  - Aux plexus (2010)
  - Fourrer le feu (2016)
- Virginie Beauregard D.
  - Les heures se trompent de but (2010)
  - D'une main sauvage (2014)
  - Les derniers coureurs (2018)
- Patrick Brisebois 
  - Carcasses au crépuscule (2017)
- Philippe Chagnon 
  - Cœur takeout (2013)
- Jonathan Charette
  - La Passion de Cobain (2021)
- Shawn Cotton
  - Jonquière LSD (2010)
  - La révolution permanente et autres poèmes (2020)
- Marie Darsigny 
  - Filles (2017)
- Emmanuel Deraps 
  - La fonte (2015)
- Alexandre Deschênes
  - Buckingham Palace (2017)
  - En chaloupe dans l'crushed stone (2019)
- Alexandre Dostie 
  - Shenley (2014)
- Frédéric Dumont
  - Volière[6] (2012)
  - Je suis célèbre dans le noir (2019)
- Fernand Durepos
  - Mourir m'arrive (2019)
- Rose Eliceiry
  - Hommes et chiens confondus[7] (2011)
  - Là où fuit le monde en lumière (2017)
- Marie-Andrée Godin
  - Vulve-gueule (2016)
- Audrey Hébert 
  - Hochelagurls (2018)
- Jean-Sébastien Larouche 
  - Avant qu'le char de mon corps se mette à capoter : Poèmes 1992-1999 (2009)
  - Des longueurs dans le Styx (2018)
- Baron Marc-André Lévesque
  - Chasse aux licornes (2015)
  - Toutou tango (2017)
- Daniel Leblanc-Poirier
  - Gyrophares de danse parfaite (2010)
  - Le naufrage des colibris (2013)
  - Zoo (2019)
- J-F Nadeau 
  - Tungstène de bile[8] (2013)
- Jean-Christophe Réhel
  - Bleu sexe les gorilles (2014)
  - La douleur du verre d'eau (2018)
- Mathieu Renaud 
  - Ver blanc d'Amérique (2015)
- Emmanuelle Riendeau 
  - Désinhibée (2018)
- Alice Rivard
  - Shrapnels (2016)
- Jean-Philippe Tremblay
  - Carnavals divers (2011)
- Maude Veilleux
  - Les choses de l'amour à marde (2013)
  - Last call les murènes (2016)
  - Une sorte de lumière spéciale[9] (2019)